# Arion fasciatus
Arion gris, Limace de Bourguignat, Loche grisâtre
Espèce
Arion fasciatus, l’Arion gris, la Limace de Bourguignat ou la Loche grisâtre, est une espèce de limaces de la famille des Arionidae.

## Liste des sous-espèces
Selon GBIF (20 juin 2025) :
- Arion circumscriptus circumscriptus (Nilsson, 1823)
- Arion circumscriptus silvaticus Lohmander, 1937

## Dénominations
Ce taxon porte en français les noms vernaculaires ou normalisés suivants : Arion gris, Limace de Bourguignat, Loche grisâtre,.

## Systématique
Le nom valide complet (avec auteur) de ce taxon est Arion fasciatus (Nilsson, 1823).
L'espèce a été initialement classée dans le genre Limax sous le protonyme Limax fasciatus Nilsson, 1823.
Arion fasciatus a pour synonymes :
- Arion ambiguus Pollonera, 1889
- Arion bourguignati var. miser Pollonera, 1887
- Arion bourguignati J.Mabille, 1868
- Arion circumscriptus var. silvaticus Lohmander, 1937
- Arion circumscriptus G.Johnston, 1828
- Arion silvaticus Lohmander, 1937
- Limax fasciatus Nilsson, 1823